# Реутт, Иосиф Антонович
Иосиф Антонович Реутт (Реут) (1786—1855) — русский военачальник, генерал-лейтенант (16.04.1841), герой русско-персидских войн 1804-1813 гг. и 1826-1828 гг., русско-турецких войн 1806-1812 гг. и 1828-1829 гг., участник Кавказской войны, начальник гражданского управления Закавказского края.

## Биография
Польский шляхтич родом из Гродненской губернии, римско-католического вероисповедания, Реутт родился в 1786 году, 9 марта 1801 года поступил юнкером в бывший 9-й, впоследствии 42-й егерский полк, и на шестнадцатом году был произведён в подпоручики.
Приблизительно с этого времени начинается боевая Кавказская служба Реутта; с 23 июня по 1 августа 1803 г. он участвовал в поисках лезгинских партий, тревоживших российские войска в горах между Карталинией и Ахалцыхом, и за отличие во время этой экспедиции был награждён чином поручика, а в 1804 г. принял участие в наступлении к г. Эривани. За храбрость, выказанную им в сражениях с персами при Эчмиадзине и Эривани, Реутт был награждён орденом Святой Анны 4-й степени. С этого времени по 1836 г. Реутт принимал постоянно участие во многих походах и экспедициях: в 1805 г. в покорении хана Ширванского; в 1806 г. — в покорении хана Бакинского и обложении Баку; в осаде Поти в 1809 г.; в экспедиции 1810 г. в Имеретию, где за храбрость, проявленную им в сражении при Чхерах, награждён 20 апреля 1812 г. орденом Святого Георгия 4-й степени (№ 2048 по списку Григоровича — Степанова, № 1041 по списку Судравского)
В воздаяние отличного мужества и храбрости, оказанных при разбитии соединенных персидских и турецких войск с 4 на 5 сентября прошедшего 1810 года, где, будучи всегда впереди, поощрял нижних чинов к действию на штыках
Принимал участие в том же 1810 г. в блокаде турецких крепостей Ахцвера и Ахалцыха; в 47-дневной обороне в 1825 г. Шуши, осаждённой персами; в 1828 г. во взятии крепости Ардебиля и Карса; в качестве начальника — в экспедициях в Байнари, в Муш, в Аварию (1828—1836 г.); последним походом и закончилась собственно военная деятельность Реутта.
Кроме обыкновенных повышений по службе, следовавших ему за выслугу лет, Реутт, за храбрость, усердную и полезную службу, был ещё неоднократно награждаем особо: он в разное время получил: орден Святого Владимира 4-й степени с бантом, орден Святой Анны 2-й степени, Святого Владимира 3-й степени, золотую шпагу, украшенную алмазами, с надписью «За храбрость», орден Святой Анны 1-й степени, орден Святого Владимира 2-й степени большого креста, наконец — ордена Белого Орла и Святого Александра Невского. Кроме того, он был награждён, за взятие Ахалцыха, ежегодной пенсией на 12 лет в размере 1000 рублей.
Помимо своей специальной службы, Реутт исполнял ещё многочисленные и сложные поручения: так, в 1826 г. он исправлял должность Военно-Окружного начальника Карабахской провинции, в 1828 г. был назначен начальником Карского пашалыка, в 1829 г. — членом Арзерумского Областного Правления и командором сводной из разных полков бригады; в том же году ему была поручена должность начальника Баязетского пашалыка и командующего войсками тамошнего отряда. Наконец, в 1831 г. он был назначен для управления Джарской и Белоканской провинциями и командования расположенными в них войсками и в 1834 г. — исправляющим должность военно-окружного начальника в Дагестане.
С 1836 г. открывается второй период деятельности Реутта, — период трудов его, как администратора. Числясь по армии и при отдельном Кавказском корпусе и будучи в 1841 г. произведён за отличие в генерал-лейтенанты, Реутт в 1842—1849 гг. постоянно председательствовал в совете Закавказского девичьего института, был председателем в Комитете, учрежденном, по Высочайшему повелению, для рассмотрения дела о беспорядках по грузинско-имеретинскому дворянскому Депутатскому собранию, в Комитете для разграничения и устройства предместий Тифлиса, наконец, в звании постоянного члена, — в Совете главного управления Закавказского края и, за отсутствием начальника Гражданского управления, князя В. О. Бебутова, исправлял его должность.
В управление Реутта хотя не было сделано никаких усовершенствований по гражданской администрации, зато были допущены, если не злоупотребления, то послабления, в силу чего возникли жалобы и беспорядки между тифлисскими жителями. О Реутте, как администраторе, одно время ходил по рукам злой экспромт графа Соллогуба, касающийся ещё двух кавказских генералов — Реада и Рота:
«Пускай враги стекутся, — 

Не устрашат народ, 

Пока о Грузии пекутся 

Реад, Реутт и Рот».
Умер Реутт 9 (21) октября 1855 года в Тифлисе.

## Награды
Российские:
- Орден Святой Анны 4-й степени (1804)
- Орден Святого Владимира 4-й степени с бантом (1807)
- Орден Святой Анны 2-й степени (24.07.1810)
- Орден Святого Георгия 4-й степени (20.04.1812)
- Орден Святого Владимира 3-й степени за руководство обороной крепости Шуша (30.01.1827)
- Золотая шпага с надписью «За храбрость», украшенная алмазами (21.04.1829)
- Орден Святой Анны 1-й степени (19.01.1830)
- Императорская корона к ордену Святой Анны 1-й степени (26.09.1835)
- Орден Святого Владимира 2-й степени (30.06.1846)
- Орден Белого орла (04.08.1849)
- Орден Святого Александра Невского (06.12.1854)

Иностранные:
- Персидский орден Льва и Солнца 1-го класса с алмазами (1835)